# Бёст
Бёст (фр. Beuste) — коммуна во Франции, находится в регионе Аквитания. Департамент — Атлантические Пиренеи. Входит в состав кантона Валле-де-л’Ус и дю Лагуэн. Округ коммуны — По.
Код INSEE коммуны — 64119.

## География

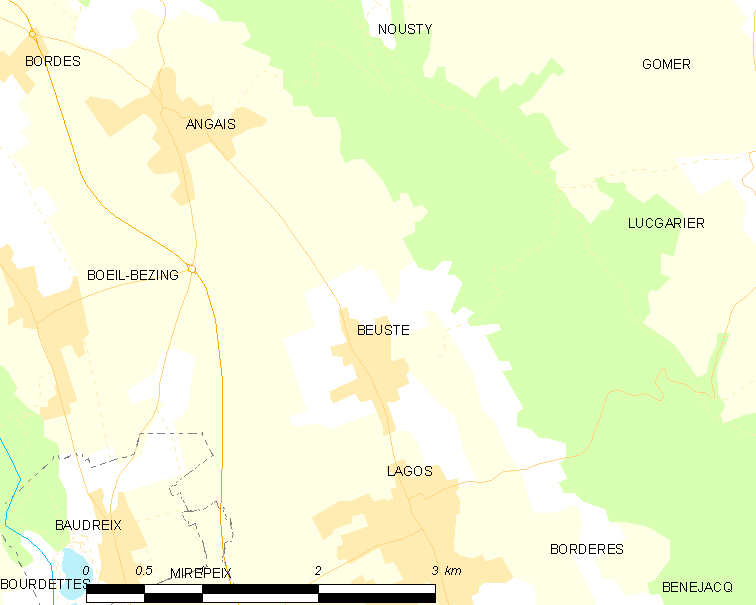
Карта коммуны

Коммуна расположена приблизительно в 660 км к югу от Парижа, в 185 км южнее Бордо, в 15 км к юго-востоку от По.
По территории коммуны протекает река Лагуэн.

### Климат
Климат тёплый океанический. Зима мягкая, средняя температура января — от +5°С до +13°С, температуры ниже −10 °C бывают редко. Снег выпадает около 15 дней в году с ноября по апрель. Максимальная температура летом порядка 20-30 °C, выше 35 °C бывает очень редко. Количество осадков высокое, порядка 1100 мм в год. Характерна безветренная погода, сильные ветры очень редки.

## Население
Население коммуны на 2010 год составляло 515 человек.
| 1962 | 1968 | 1975 | 1982 | 1990 | 1999 | 2010 |
| ---- | ---- | ---- | ---- | ---- | ---- | ---- |
| 395  | 436  | 440  | 442  | 505  | 553  | 515  |

## Администрация
| Период | Период | Фамилия               | Партия                   | Примечания |
| ------ | ------ | --------------------- | ------------------------ | ---------- |
| 1995   | 2001   | Пьер Лагийон-Пемулье  |                          |            |
| 2001   | 2008   | Мишель Доассан-Каррер |                          |            |
| 2008   | 2020   | Ален Виньо            | Демократическое движение |            |

## Экономика
В 2010 году среди 325 человек трудоспособного возраста (15-64 лет) 246 были экономически активными, 79 — неактивными (показатель активности — 75,7 %, в 1999 году было 69,4 %). Из 246 активных жителей работали 227 человек (119 мужчин и 108 женщин), безработных было 19 (10 мужчин и 9 женщин). Среди 79 неактивных 24 человека были учениками или студентами, 41 — пенсионерами, 14 были неактивными по другим причинам.

## Достопримечательности
- Церковь Св. Иоанна Крестителя (1862 год)[4]

## Фотогалерея

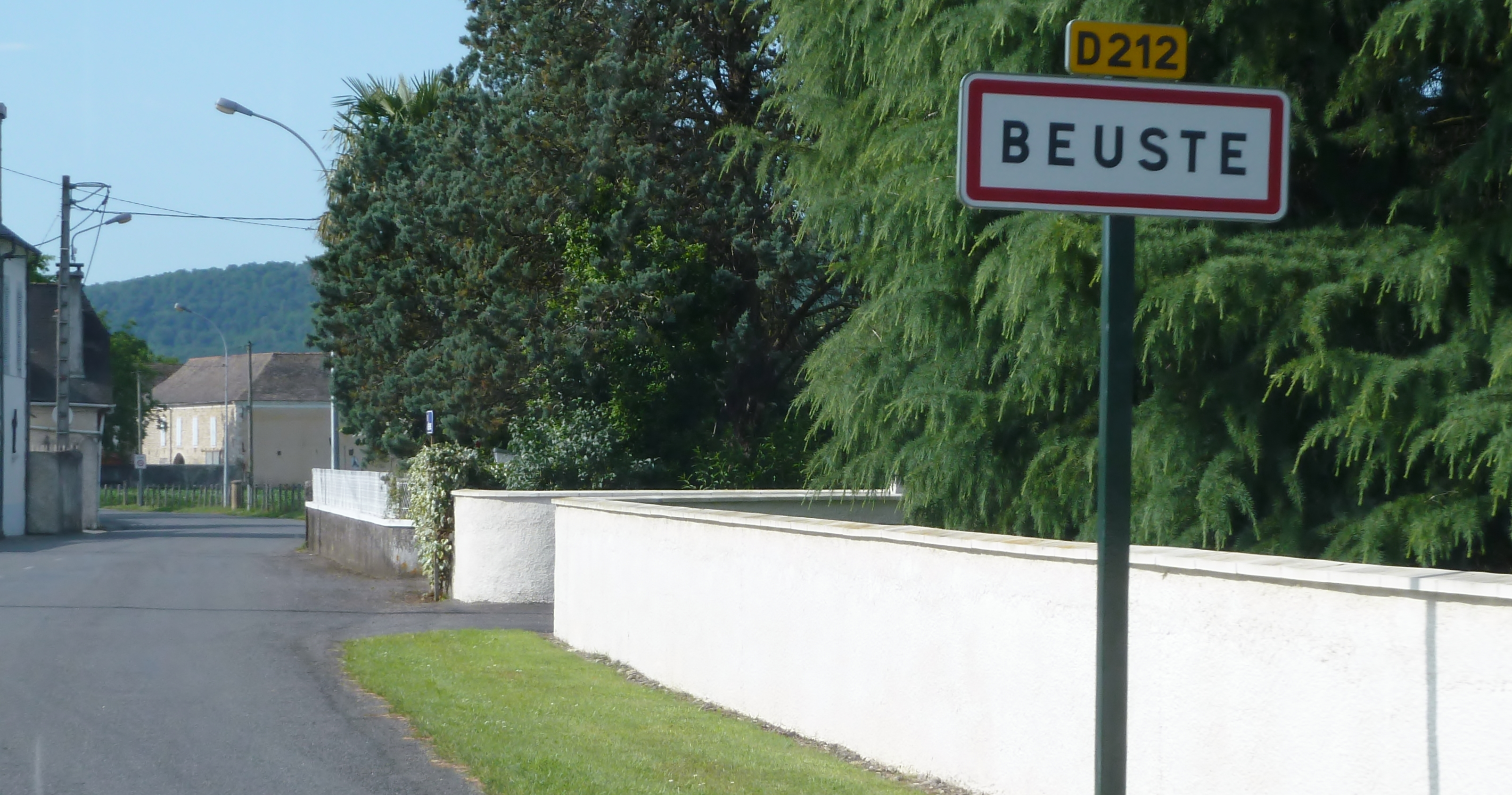
Въезд в Бёст
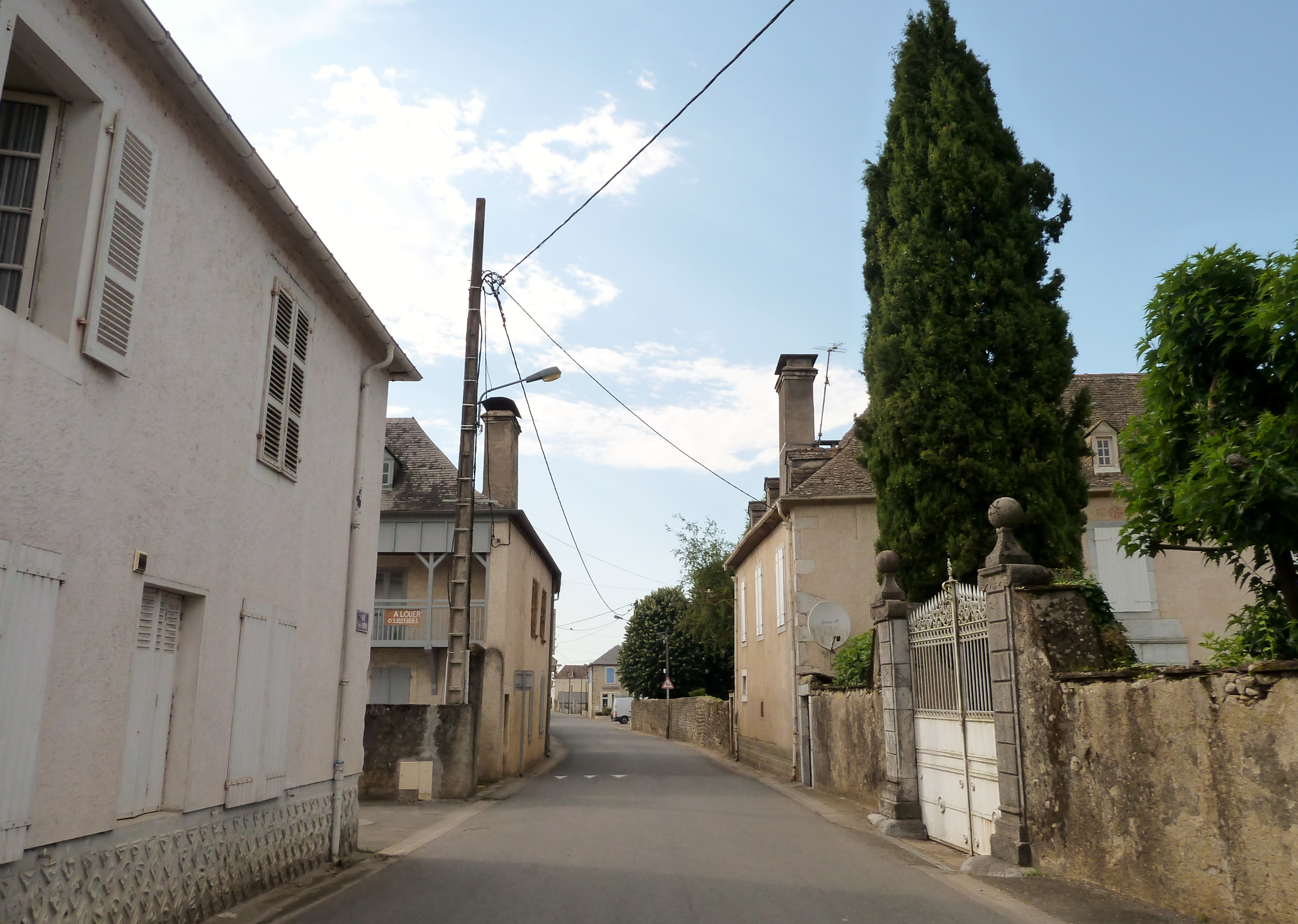
Бёст
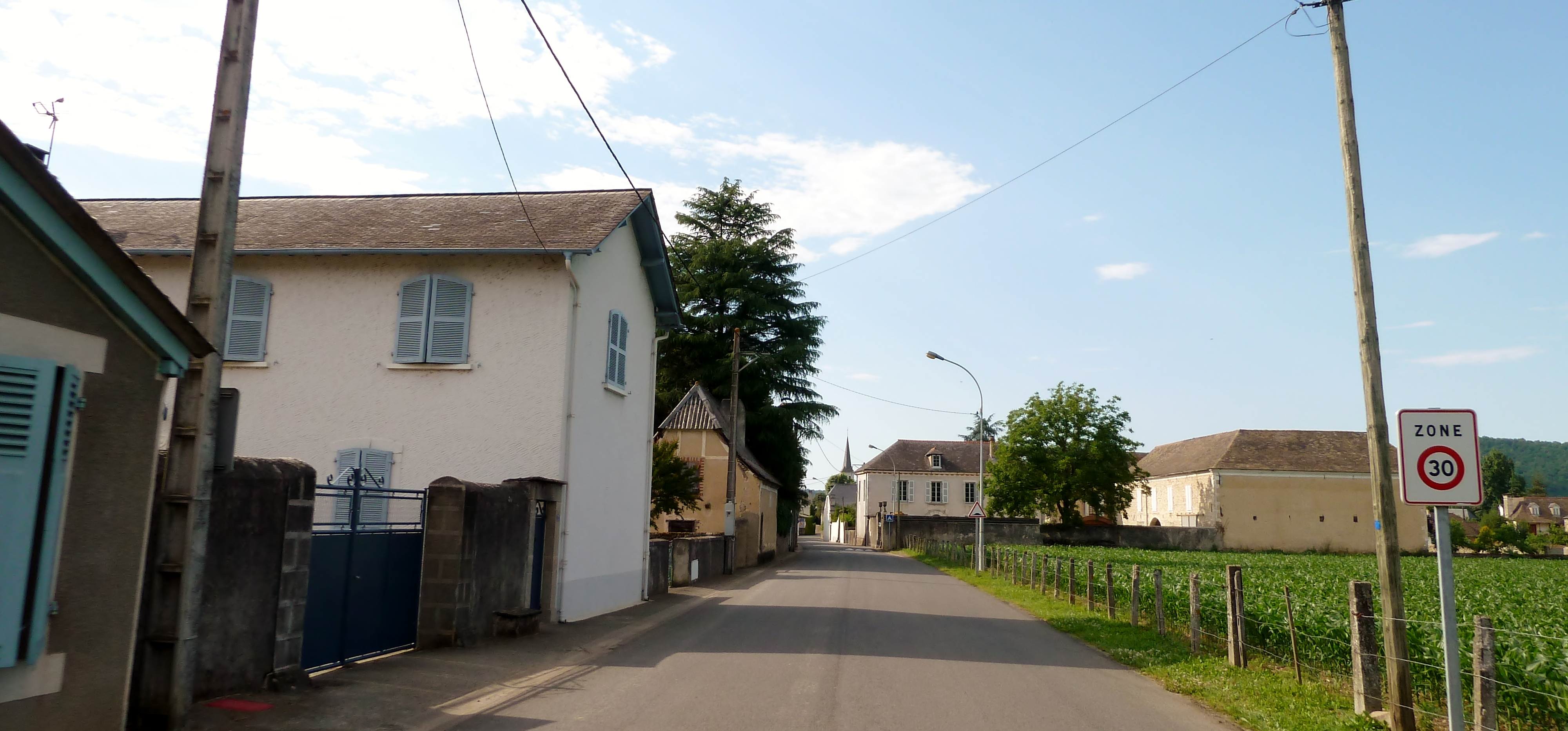
Бёст
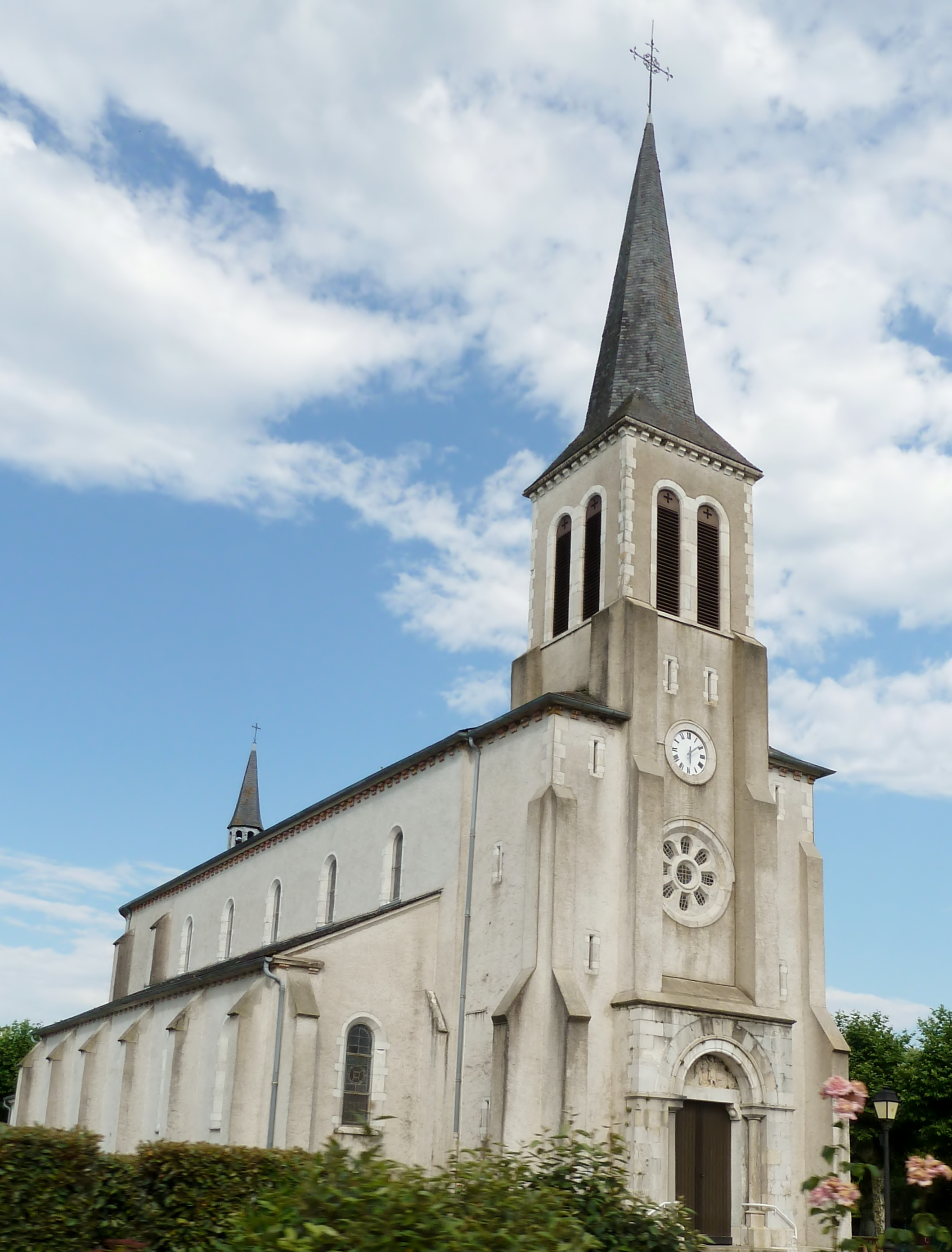
Церковь Св. Иоанна Крестителя
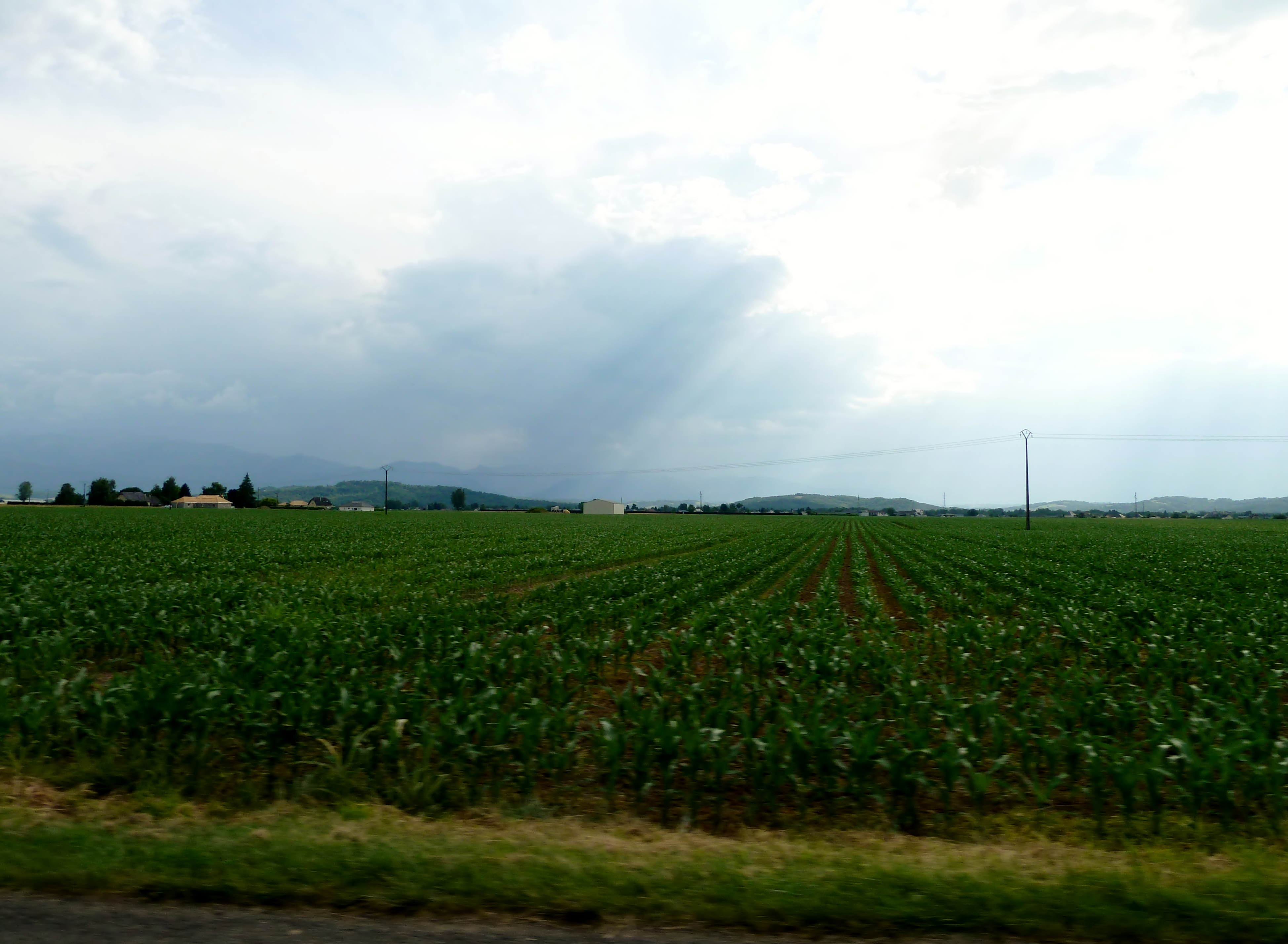